# Aldehyd octowy
Aldehyd octowy, acetaldehyd, CH
3CHO – organiczny związek chemiczny z grupy aldehydów.

## Właściwości
Aldehyd octowy jest bezbarwną cieczą rozpuszczalną w wodzie i rozpuszczalnikach organicznych. Wobec katalizatorów kwasowych (np. H
2SO
4, H
3PO
4, HCl, HBr) polimeryzuje z wytworzeniem paraldehydu (trimeru), metaldehydu (tetramer) i poliacetaldehydu.

## Występowanie
Aldehyd octowy występuje w przyrodzie w dojrzałych owocach i w kawie.

## Otrzymywanie
Acetaldehyd można otrzymać przez
- katalityczne utlenianie etanolu:
2C
2H
5OH + O
2 → 2CH
3CHO + 2H
2O
- utlenianie etylobenzenu:
PhCH
2CH
3 + O
2 → 2CH
3CHO + PhOH
- utlenianie etylenu tlenem (proces Wackera) w obecności wodnego roztworu chlorków palladu(II) i miedzi(II):
2H
2C=CH
2 + O
2 → 2CH
3CHO
- odwodornienie alkoholu etylowego w obecności katalizatorów:
CH
3CH
2OH → CH
3CHO + H
2
- reakcję Kuczerowa (uwodnienie acetylenu)

## Zastosowanie
W przemyśle aldehyd octowy jest używany do produkcji kwasu octowego, bezwodnika octowego, chloroformu, pentaerytrytu i wielu innych związków. Podobnie jak aldehyd mrówkowy ulega reakcjom kondensacji z fenolem i aminami, w wyniku których tworzą się żywice syntetyczne.

## Aldehyd octowy a spożywanie etanolu
Aldehyd octowy powstaje w wątrobie w wyniku odwodornienia etanolu przez enzym dehydrogenazę alkoholową według reakcji:
Następnie jest on przetwarzany do kwasu octowego przez kolejną dehydrogenazę. Aldehyd octowy jest bardziej toksyczny zarówno od etanolu, jak i od kwasu octowego, i to on jest główną przyczyną objawów przedawkowania alkoholu etylowego, popularnie zwanych kacem.